# Dům Prvního pluku 4
Dům čp. 140 Prvního pluku v Praze 8 – Karlíně  je nárožní pozdně klasicistní dům, který byl postaven roku 1837 stavitelem Janem Ripotou. Dům patří mezi hodnotnou klasicistní zástavbu Karlína. V roce 1964 byl zapsán do státního seznamu kulturních památek.

## Historie a popis
Dům byl postaven v roce 1837, tedy ještě dříve, než v Karlíně vznikla Křižíkova ulice (v roce 1884 spojením západní části vedoucí od Florence ke Karlínskému náměstí a východní části od Karlínského náměstí k Invalidovně) a byl postaven Negrelliho viadukt (stavba 1846 až 1849).
Je třípodlažní, západní uliční průčelí proti viaduktu je v ulici Prvního pluku, jižní je obráceno do Křižíkovy ulice. Obě tato průčelí jsou sedmiosá, s pozdně klasicistní fasádou, členěná římsami a pilastry ve vysokém řádu přes 1. a 2. patro. 
Severní dvorní křídlo z roku 1859 bylo původně přízemní, podkroví s velkým vikýřem do ulice Prvního pluku je dílem úpravy z roku 1923.

## Galerie

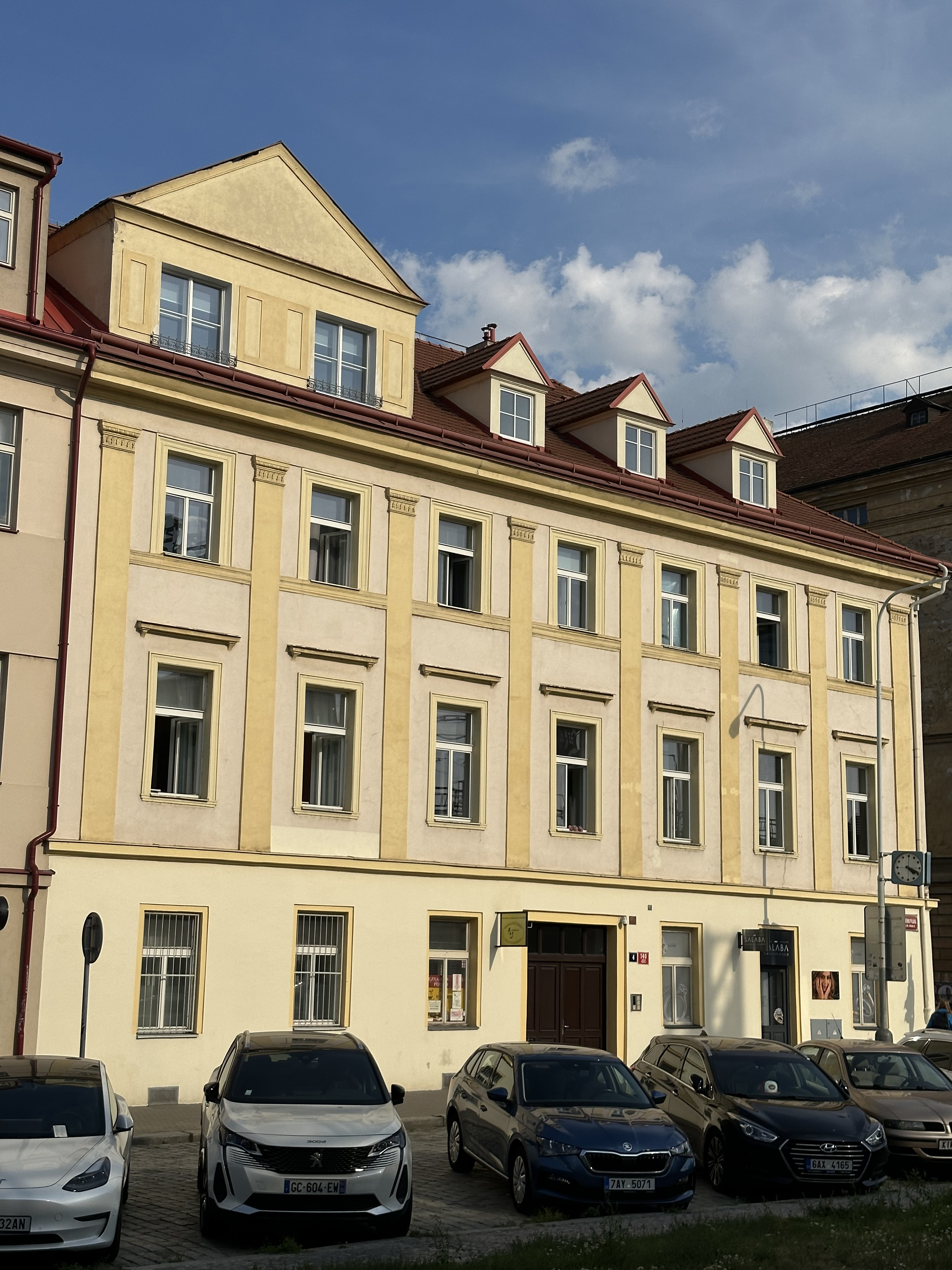
Klasicistní nárožní dům Prvního pluku 140/4
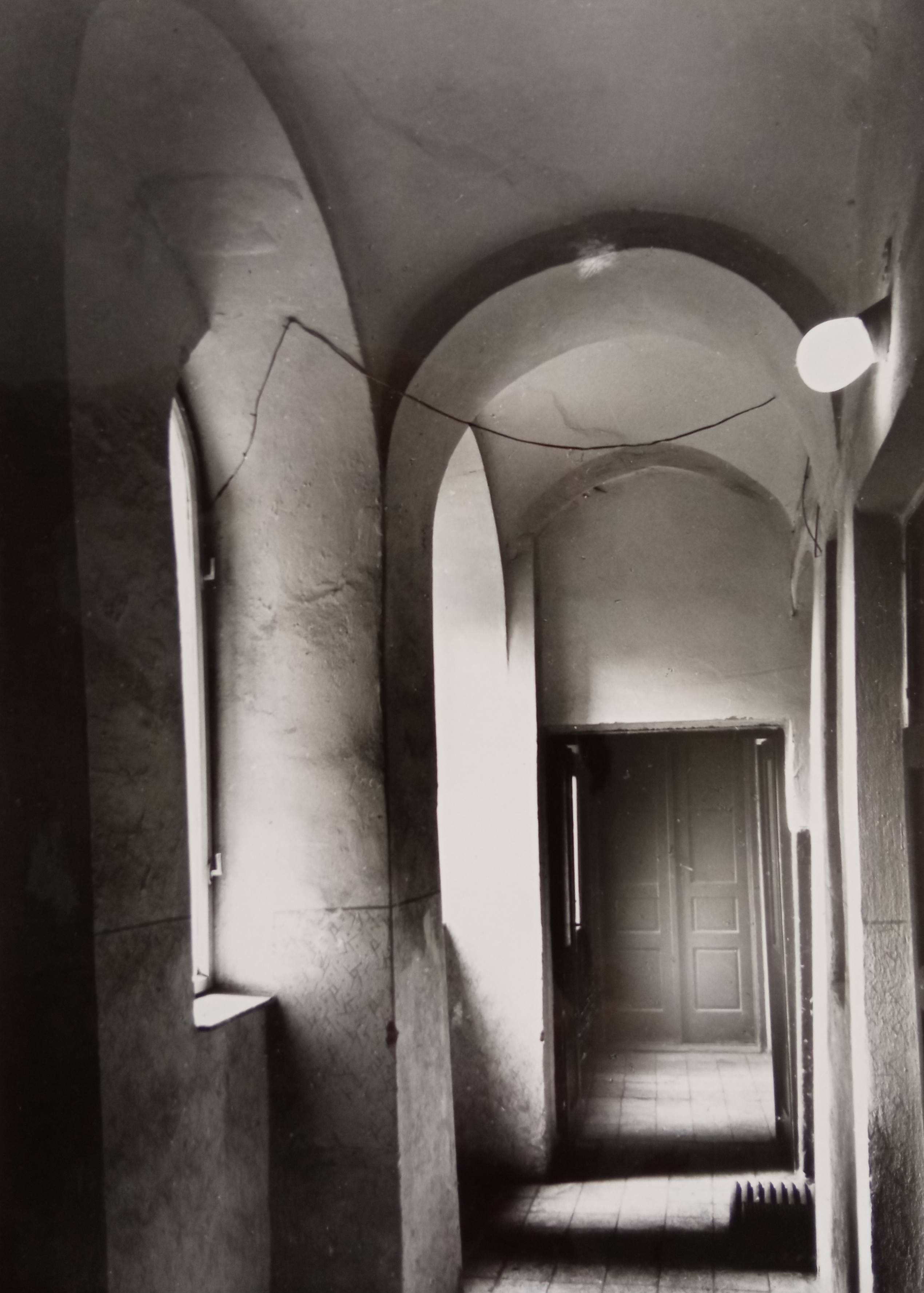
Přízemí domu Prvního pluku 140/4
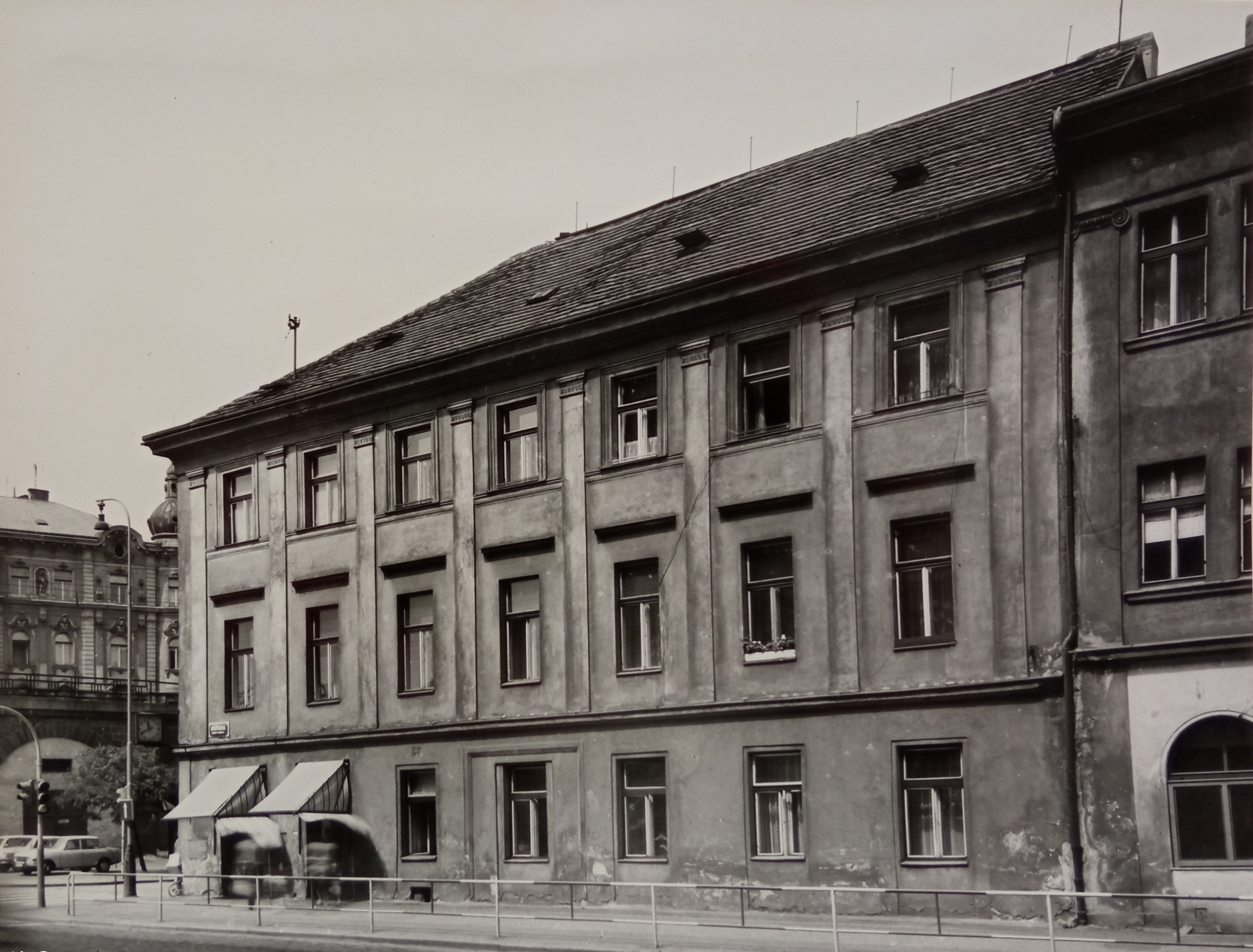
Foto z druhé poloviny 20. století: průčelí do Křižíkovy
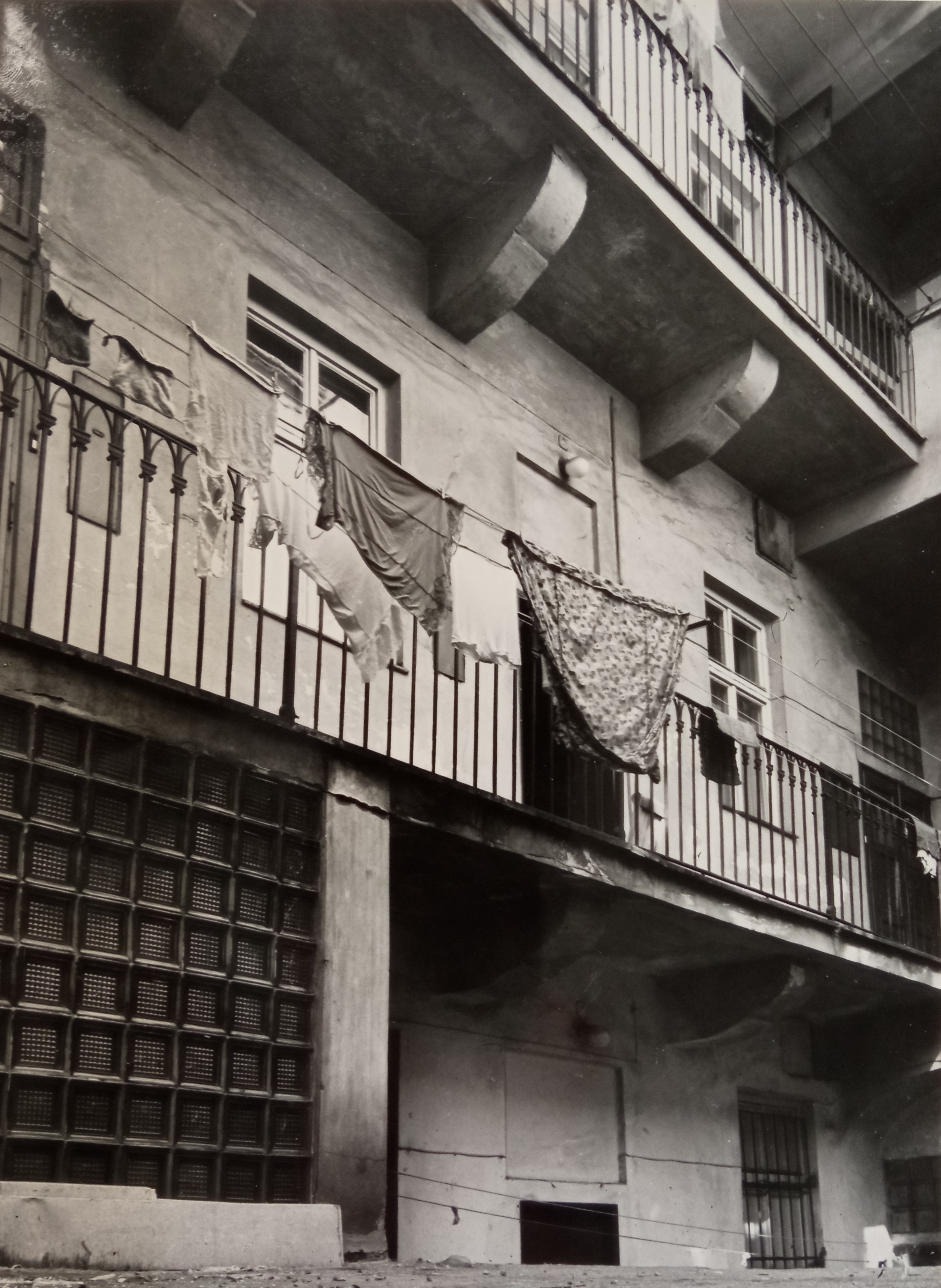
Pavlače domu, historické foto z druhé poloviny 20. století